# Каледонія (Мічиган)
Каледонія (англ. Caledonia) — селище (англ. village) в США, в окрузі Кент штату Мічиган. Населення — 1622 особи (2020).

## Географія
Каледонія розташована за координатами 42°47′41″ пн. ш. 85°31′2″ зх. д. / 42.79472° пн. ш. 85.51722° зх. д. (42.794743, -85.517100).  За даними Бюро перепису населення США в 2010 році селище мало площу 3,64 км², з яких 3,44 км² — суходіл та 0,21 км² — водойми.

## Демографія
Згідно з переписом 2010 року, у селищі мешкало 1511 особа в 529 домогосподарствах у складі 392 родин. Густота населення становила 415 осіб/км².  Було 549 помешкань (151/км²).
Расовий склад населення:
| - 96,8 % — білих - 0,7 % — чорних або афроамериканців - 0,7 % — азіатів - 0,1 % — корінних американців |

До двох чи більше рас належало 1,0 %. Частка іспаномовних становила 2,7 % від усіх жителів.
За віковим діапазоном населення розподілялося таким чином: 34,9 % — особи молодші 18 років, 59,3 % — особи у віці 18—64 років, 5,8 % — особи у віці 65 років та старші. Медіана віку мешканця становила 30,7 року. На 100 осіб жіночої статі у селищі припадало 98,0 чоловіків;  на 100 жінок у віці від 18 років та старших — 91,2 чоловіків також старших 18 років.
Середній дохід на одне домашнє господарство  становив 77 600 доларів США (медіана — 60 556), а середній дохід на одну сім'ю — 93 077 доларів (медіана — 85 536). Медіана доходів становила 65 069 доларів для чоловіків та 41 250 доларів для жінок. За межею бідності перебувало 11,9 % осіб, у тому числі 13,8 % дітей у віці до 18 років та 0,0 % осіб у віці 65 років та старших.
Цивільне працевлаштоване населення становило 745 осіб. Основні галузі зайнятості: освіта, охорона здоров'я та соціальна допомога — 17,9 %, виробництво — 16,5 %, роздрібна торгівля — 12,9 %.